# Planzeiger

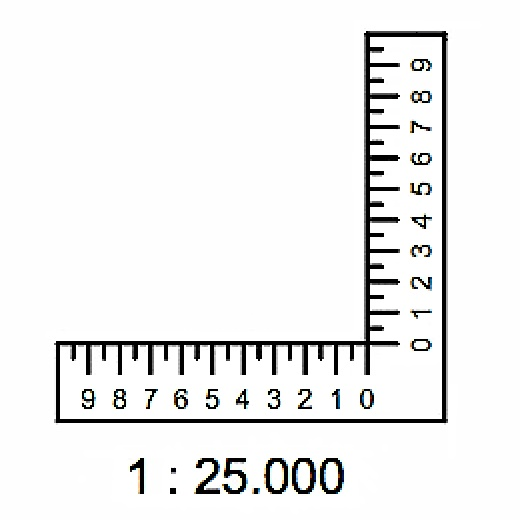
Planzeiger 1:25.000

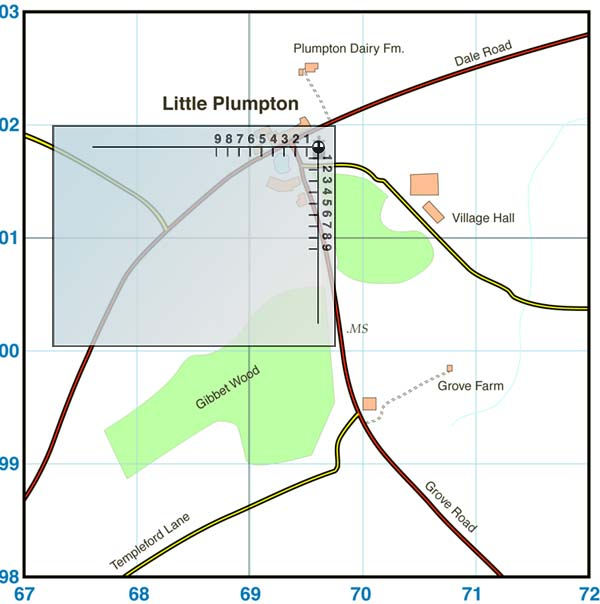
Transparenter Planzeiger auf Karte liegend

Ein Planzeiger ist eine spezielle Messhilfe zur Ermittlung rechtwinkeliger Koordinaten geeigneter Landkarten mit Gitternetz.
Er zeigt zwei rechtwinklig zueinander stehende Skalen, die einen gemeinsamen Nullpunkt haben.
Zum jeweiligen Kartenmaßstab ist der jeweils im Maßstab passende Planzeiger notwendig. Die Größe eines Planzeigers soll dem Gitternetzquadrat entsprechen, bei Karten mit niedrigem Kartenmaßstab – großer Kartenmaßstabszahl – ist der Planzeiger zum Ausmessen mehrfach anzulegen.
Zur Ermittlung einer Koordinate wird erst der Rechtswert und dann der Hochwert abgelesen - Merksatz dazu: Ran an den Baum, rauf auf den Baum.
Planzeiger sind oft aus durchsichtigem Plastik gefertigt und können mit einem Kartenwinkelmesser für die Kartenarbeit und anderen Hilfsmitteln kombiniert werden oder Teil eines Wanderkompasses sein.
Auf topografischen Karten ist oft ein Planzeiger am Kartenrand aufgedruckt. Dieser kann kopiert oder ausgeschnitten und behelfsmäßig benutzt werden.
Amtlich wird in Österreich diese Linealform ebenfalls als Planzeiger bezeichnet, umgangssprachlich wird aber oft auch vom Netzteiler gesprochen, wie er auch im Bundesmeldenetz verwendet wird.
Im englischen Sprachraum wird diese Messhilfe in Kartenform Romer genannt, nach seinem Erfinder aus dem Jahr 1915, Carrol Romer.